# Dōken
Les dōken (銅剣, littéralement « épées en bronze ») sont un type d'épées anciennes de l'ère Yayoi au Japon, dont le talon se termine par une poignée ou par une soie. Elles étaient importées du continent et souvent modifiées (allongées et élargies). Leur lame est affilée des deux côtés.
Un grand nombre a été retrouvé dans les tombes de l'époque avec d'autres objets en bronze, notamment des dōtaku (銅鐸). On en a également retrouvé des moules. On leur attribue un rôle religieux.